# Prix du meilleur premier film de la Berlinale
Le Prix du meilleur premier film de la Berlinale (Preis Bester Erstlingsfilm) est une récompense cinématographique remise de manière permanente depuis 2006 au festival du film de Berlin. La récompense est néanmoins créée en 2002, dans le cadre du partenariat du bouquet de télévision Premiere, mais le sponsor fit faillite l'année suivante ce qui interrompit la remise du prix pendant 4 ans. 

## Introduction
Le prix récompense le meilleur premier long métrage parmi les sections du festival :
- Compétition (Wettbewerb)
- Panorama
- Forum
- Generation
- Perspective du cinéma allemand (Perspektive Deutsches Kino)

En 2002, le trophée était une simple plaque. Le trophée était en forme d'Ours, réduit néanmoins par rapport à ceux remit pour la compétition, en 2006 et 2007. Depuis 2008, il est remis sous la forme d'un viseur cinématographique (en). Le film lauréat reçoit 50 000 € (25 000 € en 2006) que se partagent le réalisateur et le producteur. Le prix est parrainé par la Gesellschaft zur Wahrnehmung von Film- und Fernsehrechten (GWFF), qui gère les droits d'auteurs des films du cinéma et de la télévision.

## Palmarès
| Année | Film                                                 | Réalisateur                  | Pays                | Section                        |
| ----- | ---------------------------------------------------- | ---------------------------- | ------------------- | ------------------------------ |
| 2002  | Sous les nuages (Beneath Clouds)                     | Ivan Sen                     | Australie           | Compétition                    |
| 2006  | Soap (En Soap)                                       | Pernille Fischer Christensen | Danemark / Suède    | Compétition                    |
| 2007  | Vanaja                                               | Rajnesh Domalpalli           | Inde                | Generation                     |
| 2008  | Asyl: Park and Love Hotel (Pâku ando rabuhoteru)     | Kumasaka Izuru               | Japon               | Forum                          |
| 2009  | Gigante                                              | Adrián Biniez                | Uruguay / Argentine | Compétition                    |
| 2010  | Sebbe                                                | Babak Najafi                 | Suède               | Generation                     |
| 2011  | On the Ice                                           | Andrew Okpeaha MacLean       | États-Unis          | Generation                     |
| 2012  | Little Bird (Kauwboy)                                | Boudewijn Koole              | Pays-Bas            | Generation                     |
| 2013  | The Rocket                                           | Kim Mordaunt                 | Australie           | Generation                     |
| 2014  | Güeros                                               | Alonso Ruizpalacios          | Mexique             | Panorama                       |
| 2015  | 600 Miles (600 Millas)                               | Gabriel Ripstein             | Mexique             | Panorama                       |
| 2016  | Hedi, un vent de liberté (نحبك هادي , Inhebbek Hedi) | Mohamed Ben Attia            | Tunisie / Belgique  | Compétition                    |
| 2017  | Été 93 (Estiu 1993)                                  | Carla Simón                  | Espagne             | Generation                     |
| 2018  | Touch Me Not (Nu mă atinge-mă)                       | Adina Pintilie               | Roumanie            | Compétition                    |
| 2019  | Oray                                                 | Mehmet Akif Büyükatalay      | Allemagne           | Perspective du cinéma allemand |
| 2024  | Cu li không bao giờ khóc (vi)                        | Phạm Ngọc Lân                | Viêt Nam            | Panorama                       |

### Mention spéciale
Certains films eurent une mention spéciale du jury. Les mentions spéciales, ainsi que les victoires ex æquo ne sont plus autorisés.
| Année | Film                                    | Réalisateur           | Pays                  | Section    |
| ----- | --------------------------------------- | --------------------- | --------------------- | ---------- |
| 2002  | Chen Mo he Meiting (陳默和美婷)         | Liu Hao               | Chine                 | Forum      |
| 2002  | Le Projet Laramie (The Laramie Project) | Moises Kaufman        | États-Unis            | Panorama   |
| 2009  | Un été suédois (Flickan)                | Fredrik Edfeldt       | Suède                 | Generation |
| 2011  | L'Irlandais (The Gard)                  | John Michael McDonagh | Irlande / Royaume-Uni | Panorama   |
| 2011  | Die Vaterlosen                          | Marie Kreutzer        | Autriche              | Panorama   |
| 2012  | Derrière la colline (Tepenin Ardi)      | Emin Alper            | Turquie / Grèce       | Forum      |
| 2013  | A batalha de Tabatô                     | João Viana            | Guinée-Bissau         | Forum      |
| 2018  | An Elephant Sitting Still               | Hu Bo                 | Chine                 | Forum      |

## Jury
Le prix est remis par un jury international composé de 3 personnes, sauf en 2002 où il fut composé de 5 personnes.
| Année | Juré               | Qualité                                                    | Pays               |
| ----- | ------------------ | ---------------------------------------------------------- | ------------------ |
| 2002  | Kanako Hayashi     | Sélectionneuse de festivals et directrice du Tokyo Filmex  | Japon              |
| 2002  | Sigrid Hoerner     | Productrice                                                | Allemagne          |
| 2002  | Babak Payami       | Réalisateur                                                | Iran               |
| 2002  | Andrei Plakhov     | Critique et directeur du festival de Moscou et du Kinotavr | Russie             |
| 2002  | Renée Soutendijk   | Actrice                                                    | Pays-Bas           |
| 2006  | Valentina Cervi    | Actrice                                                    | Italie             |
| 2006  | Goran Paskaljevic  | Réalisateur                                                | Serbie             |
| 2006  | Hans Weingartner   | Réalisateur                                                | Autriche           |
| 2007  | Judy Counihan      | Productrice                                                | Royaume-Uni        |
| 2007  | Niki Karimi        | Actrice                                                    | Iran               |
| 2007  | Gerhard Meixner    | Producteur                                                 | Allemagne          |
| 2008  | Ben Barenholtz     | Producteur                                                 | États-Unis         |
| 2008  | Dominique Cabrera  | Réalisatrice                                               | France             |
| 2008  | Jasmila Žbanić     | Réalisatrice                                               | Bosnie-Herzégovine |
| 2009  | Hannah Herzsprung  | Actrice                                                    | Allemagne          |
| 2009  | In-Ah Lee          | Productrice                                                | Allemagne          |
| 2009  | Rafi Pitts         | Réalisateur                                                | Iran               |
| 2010  | Michael Verhoeven  | Réalisateur                                                | Allemagne          |
| 2010  | Ben Foster         | Acteur                                                     | États-Unis         |
| 2010  | Lorna Tee          | Productrice                                                | Malaisie           |
| 2011  | Bettina Brokemper  | Productrice                                                | Allemagne          |
| 2011  | Assaf Gavron       | Scénariste et écrivain                                     | Israël             |
| 2011  | Michèle Ohayon     | Réalisatrice                                               | Israël / Maroc     |
| 2012  | Matthew Modine     | Acteur                                                     | États-Unis         |
| 2012  | Hania Mroué        | Programmatrice festivalière                                | Liban              |
| 2012  | Moritz Rinke       | Romancier et dramaturge                                    | Allemagne          |
| 2013  | Oren Moverman      | Réalisateur et scénariste                                  | Israël             |
| 2013  | Taika Waititi      | Acteur et réalisateur                                      | Nouvelle-Zélande   |
| 2013  | Lucy Walker        | Réalisatrice de documentaires                              | États-Unis         |
| 2014  | Nancy Buirski      | Productrice                                                | États-Unis         |
| 2014  | Valeria Golino     | Actrice et réalisatrice                                    | Italie             |
| 2014  | Hernán Musaluppi   | Producteur                                                 | Argentine          |
| 2015  | Fernando Eimbcke   | Réalisateur                                                | Mexique            |
| 2015  | Olga Kurylenko     | Actrice                                                    | Ukraine            |
| 2015  | Joshua Oppenheimer | Réalisateur de documentaires                               | États-Unis         |
| 2016  | Michel Franco      | Réalisateur et producteur                                  | Mexique            |
| 2016  | Enrico Lo Verso    | Acteur                                                     | Italie             |
| 2016  | Ursula Meier       | Réalisatrice                                               | France / Suisse    |
| 2017  | Jayro Bustamante   | Réalisateur                                                | Guatemala          |
| 2017  | Clotilde Courau    | Actrice                                                    | France             |
| 2017  | Mahmoud Sabbagh    | Réalisateur                                                | Arabie saoudite    |